# Ferran Pol
Ferran Pol (Andorra la Vieja, Andorra, 28 de febrero de 1983) es un futbolista andorrano. Se desempeña en la posición de portero y actualmente juega en la UE Santa Coloma.

## Clubes
| Club            | País    | Temporada |
| --------------- | ------- | --------- |
| UA Horta        | España  | 2002-2003 |
| CD Masnou       | España  | 2003-2006 |
| UDA Gramenet    | España  | 2006-2008 |
| UE Vilassar     | España  | 2008-2009 |
| UE Sants        | España  | 2009-2010 |
| FC Andorra      | Andorra | 2010-2013 |
| FC Lusitanos    | Andorra | 2013-2015 |
| FC Andorra      | Andorra | 2015-2018 |
| UE Sant Julià   | Andorra | 2018-2019 |
| UE Santa Coloma | Andorra | 2019-Act. |